# Pygopodidae
Pygopodidae је фамилија гуштера сродних геконима, са редукованим екстремитетима, или у потпуности без њих.  Фамилија обухвата најмање 35 врста сврстаних у осам родова. Имају необично дугачка и витка тела, што им наочиглед даје сличност змијама. Попут змија и већине гекона, не поседују очне капке, али за разлику од змија, имају отворе у спољашњим ушима и нерачвасти језик.  Насељавају Аустралију и Нову Гвинеју. 
Припадници ове фамилије уопште немају предње екстремитете, али имају остатке задњих есктремитета у облику малих, спљоштених поклопаца.  Они могу имати специфичну улогу у удварању и одбрамбеном понашању, а могу чак и помоћи у кретању кроз вегетацију. Неке врсте живе закопавајући се у тло и хранећи се инсектима, док су друге су прилагођене кретању кроз густу травнату вегетацију. Као и гекони, припадници ове фамилије полажу по два јаја  и гнезде се заједнички. У појединим гнездима је проналажено и до 30 јаја. 
Pygopodidae карактерише специјализовано чуло слуха - могу чути више тонове у односу на друге гмизавце. Врста Delma pax може реаговати на звук јачине 60 децибела и фреквенције од 11.100 Hz. 

## Класификација
- потфамилија Lialisinae
  - трибус Lialisini
    - род Lialis
- потфамилија Pygopodinae
  - род Delma
  - род Paradelma (монотипски)
  - род Pygopus
  - трибус Aprasiaini
    - подтрибус Aprasiaina
      - род Ophidiocephalus (монотипски)
      - род Aprasia

    - подтрибус Pletholaxina
      - род Pletholax (монотипски)